# Вулиця Незалежності (Умань)
Ву́лиця Незалежності — вулиця в Умані, є центральної артерією міста.

## Розташування
Починається від площі Соборності в центральній частині міста. Простягається на північний схід до кола на розі з вулицею Мазепи і повертає в бік до залізничного вокзалу, де закінчується на площі Гагаріна.

## Опис
Вулиця широка, по 1-2 смузі руху в кожен бік. На лівому березі Осташівського ставу збудовано сквер Шевченка з пам'ятником Тарасові Григоровичу Шевченку. Через річку Уманку збудовано міст-греблю, перед якої утворився Осташівський став. У 2012 році видано книгу "Історія Уманських вулиць, вул. Жовтневої революції та площа Леніна", де мова йде про історію вулиці з XVIII - XIX ст.

## Походження назви
Вулиця названа на честь здобуття Україною незалежності в 1991 році.

## Будівлі
По вулиці розташовані центральна бібліотека, колишній кінотеатр Черняховського, сквер афганців, агротехнічний коледж, церква адвентистів сьомого дня, Уманський краєзнавчий музей, міський відділок міліції, медичний коледж, багато магазинів та ринок біля школи № 14.

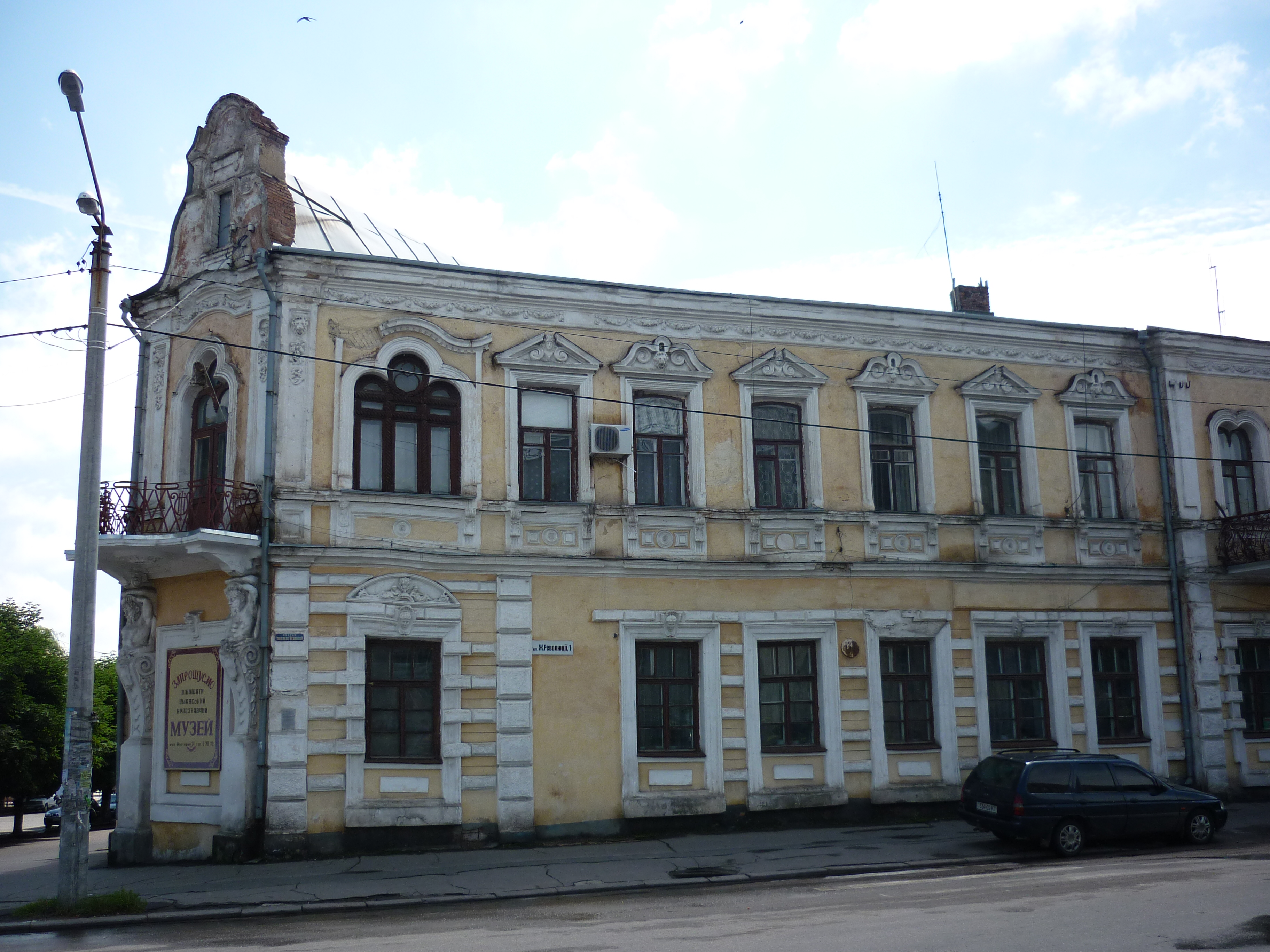
Уманська центральна бібліотека
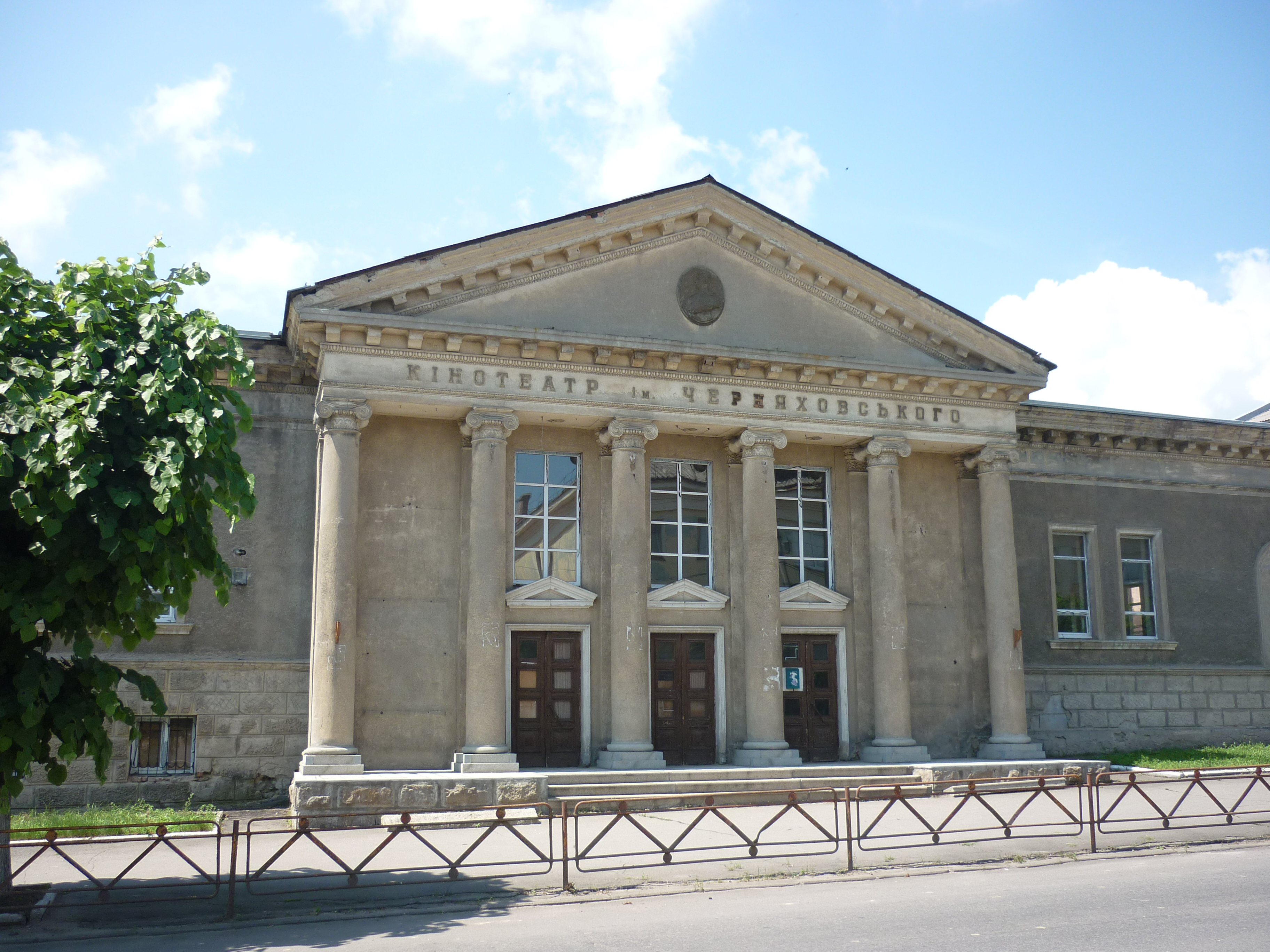
Кінотеатр Черняховського
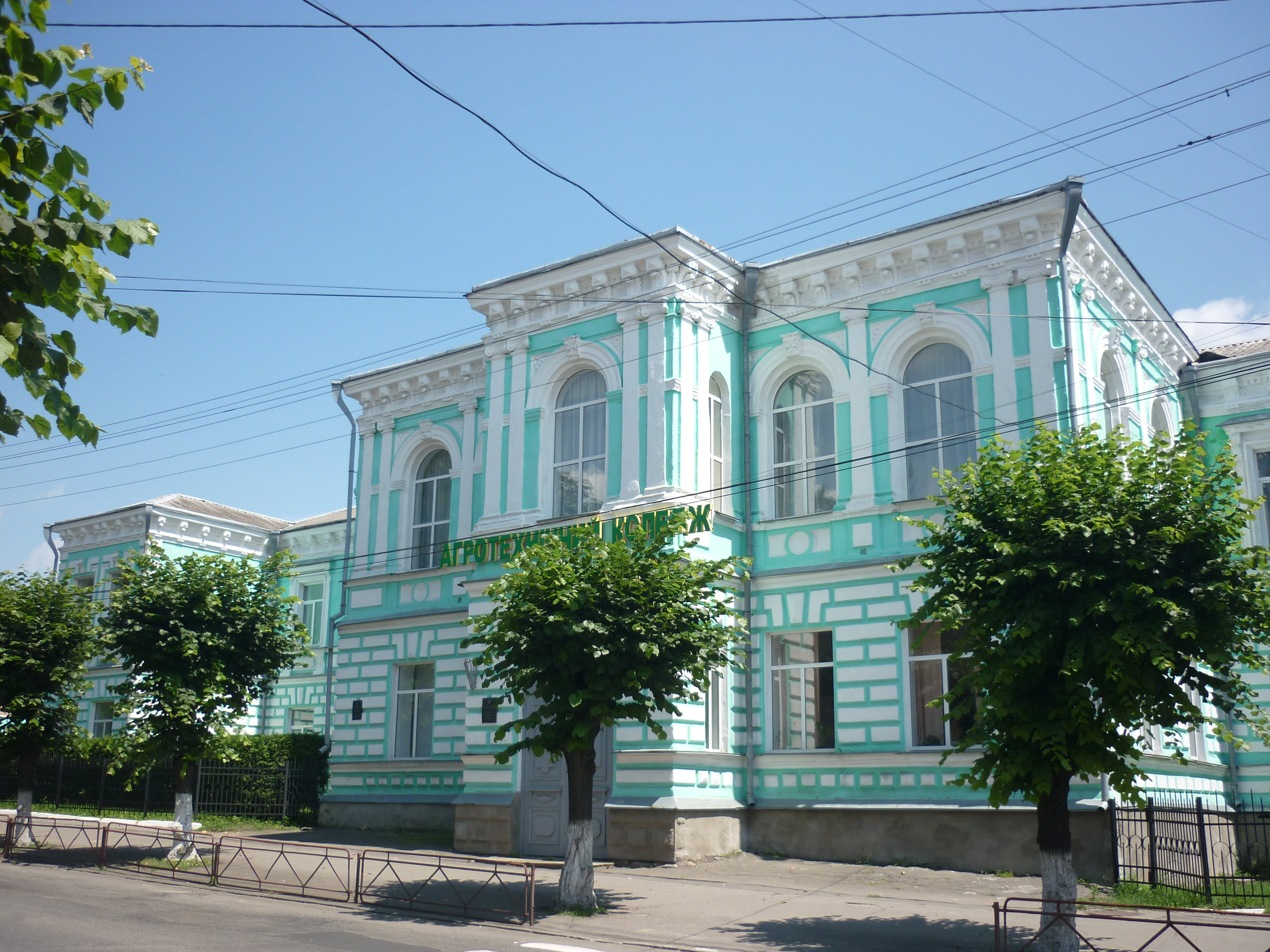
Уманський агротехнічний коледж
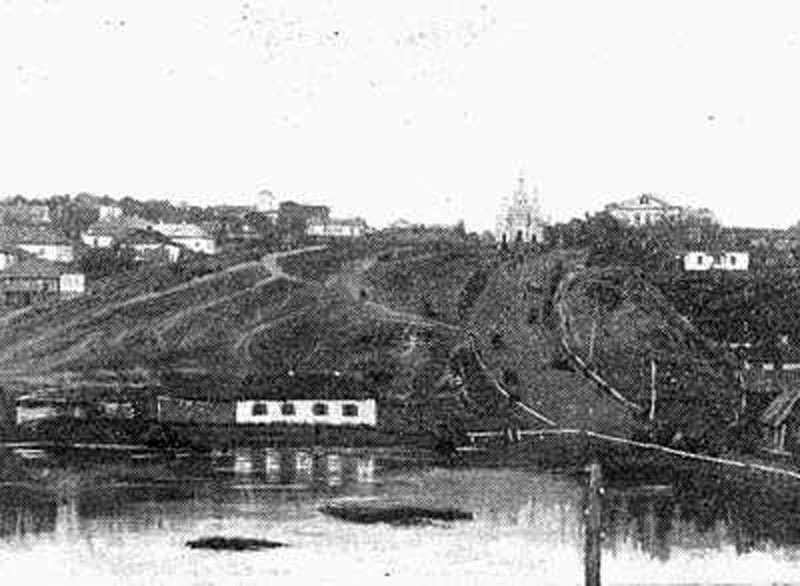
Вулиця Незалежності. Тепер тут п-к Шевченко
Уманський медичний коледж
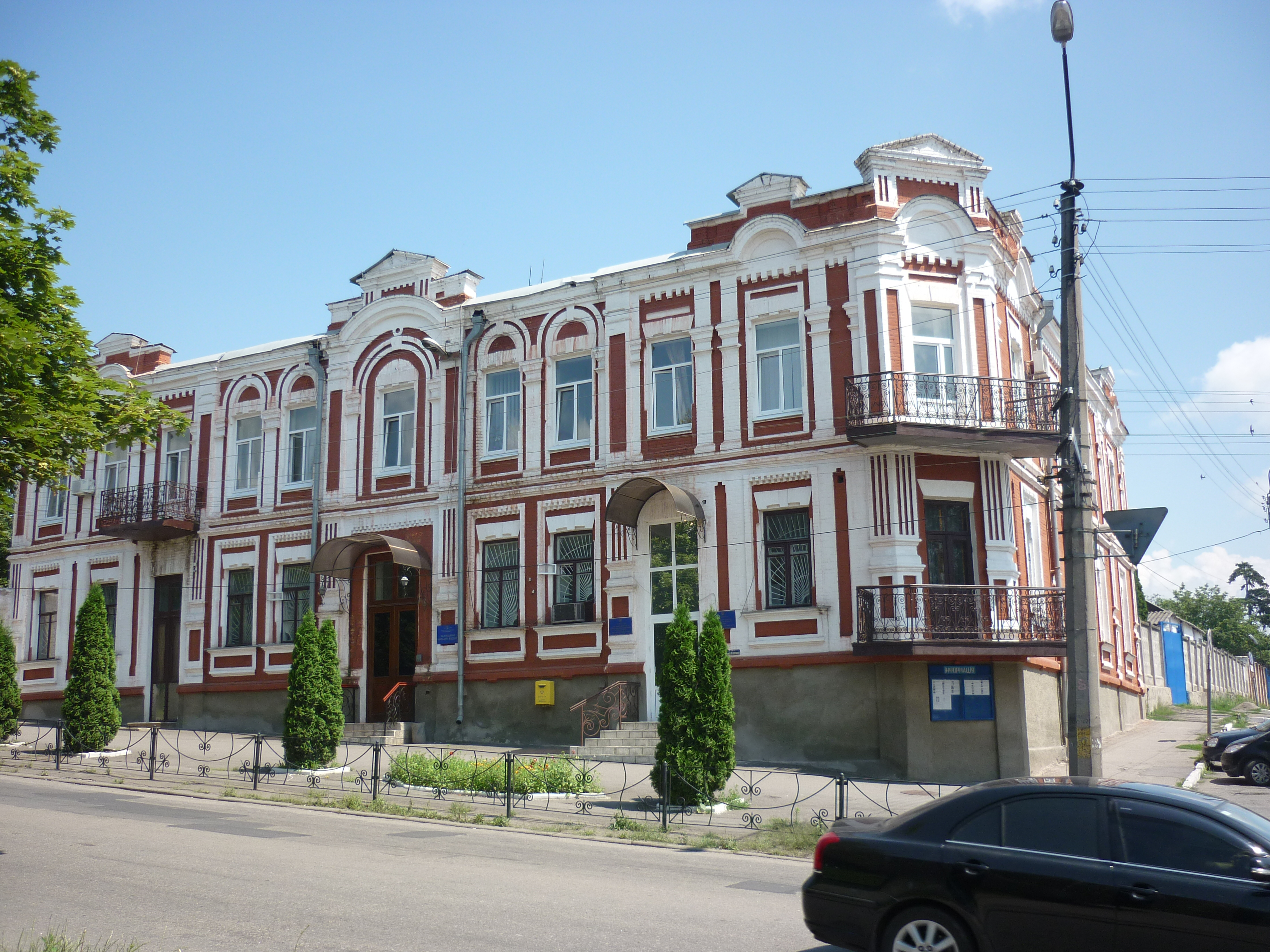
Міський відділок поліції
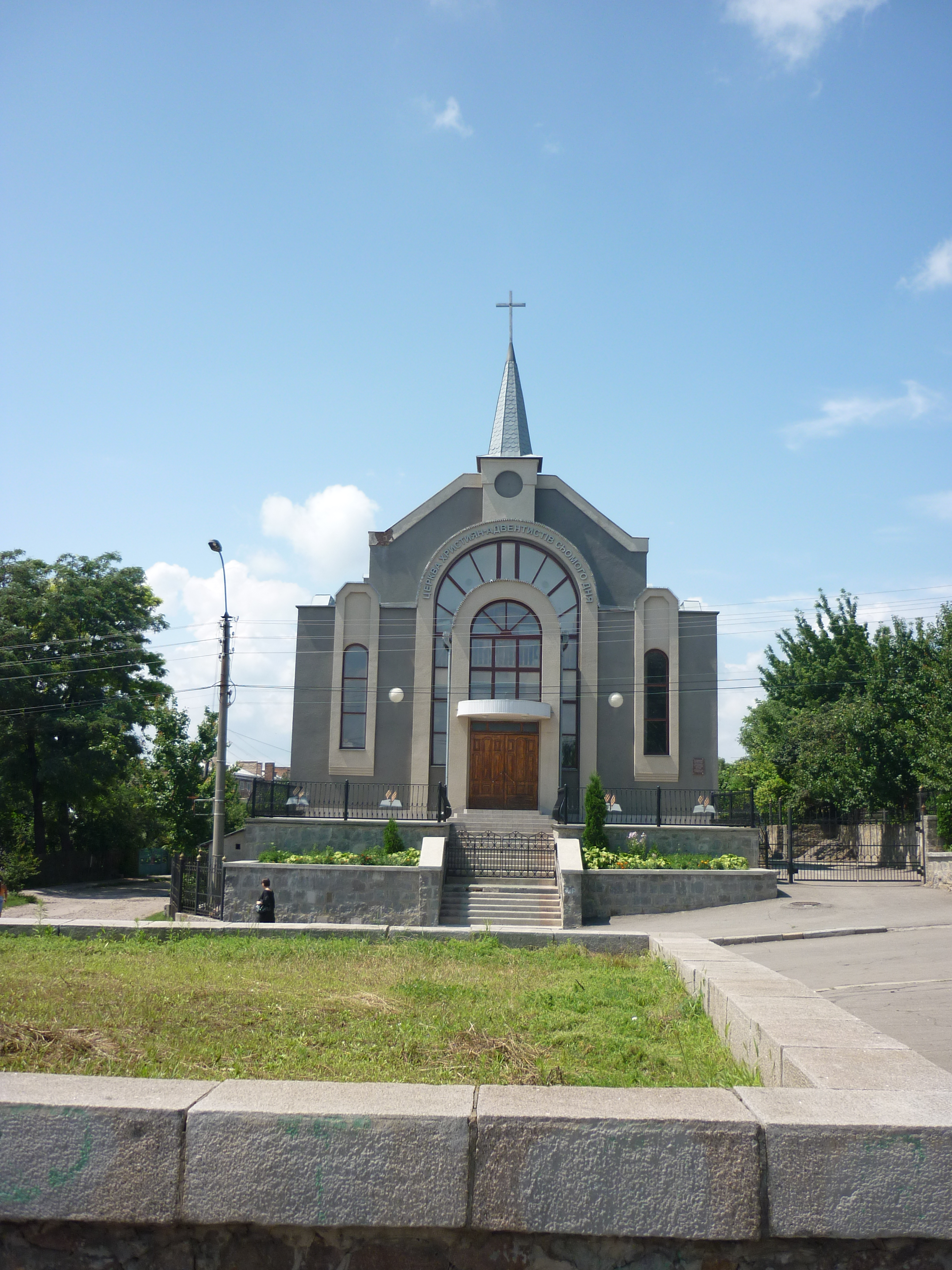
Церква адвентистів сьомого дня
Пам'ятник Т.Г.Шевченку на алеї Шевченка

| Умань | Це незавершена стаття про Умань. Ви можете допомогти проєкту, виправивши або дописавши її. |